# Palmarés de clubes espanhóis de futebol
Esta é uma lista dos títulos e troféus conquistados pelos clubes espanhóis de futebol, a lista inclui as grandes competições nacionais organizadas pela Real Federação Espanhola de Futebol e pela Liga Nacional de Futebol Profissional, sendo essas competições: a La Liga, a Taça do Rei, a Supertaça da Espanha, a extinta Taça da Liga da Espanha, a extinta Taça Eva Duarte, a extinta Taça do Presidente FEF e a extinta Concurso Espanha. 
A lista inclui também as competições internacionais organizadas e ou reconhecidas pela FIFA e pela UEFA que são: a UEFA Champions League, UEFA Europa League, UEFA Super Cup, UEFA Europa Conference League, UEFA Cup Winners' Cup, UEFA Intertoto Cup, a Intercontinental Cup, a FIFA Intercontinental Cup e a FIFA Club World Cup, além de outras competições consideradas oficiais pela IFHHS e pelos próprios clubes, sendo elas a Copa Latina, a Taça da Cidades com Feiras e a Taça Ibero-Americana.
Oito clubes espanhóis são campeões de alguma competição europeia oficial, Real Madrid e Barcelona da Liga dos Campeões da UEFA, a principal competição do continente, sendo estes também os dois clubes espanhóis mais laureados.
Atlético de Madrid, Real Zaragoza, Sevilla, Valencia e Villarreal tem com maior conquista a Liga Europa da UEFA ou alguma de suas predecessoras, a segunda competição em hierarquia europeia, um total de sete clubes espanhóis que já conquistaram a primeira ou a segunda competição continental.
Athletic Bilbao, Atlético de Madrid, Valencia e Sevilla formam um segundo grupo de clubes destacados pelo seu número de conquistas.

## Lista
| #    | Clubes             | Competições Nacionais | Competições Nacionais | Competições Nacionais | Competições Nacionais | Competições Nacionais | Competições Nacionais | Competições Nacionais | Competições Internacionais | Competições Internacionais | Competições Internacionais | Competições Internacionais | Competições Internacionais | Competições Internacionais | Competições Internacionais | Competições Internacionais | Competições Internacionais | Competições Internacionais | Competições Internacionais | Competições Internacionais | Total | Último troféu                     |
| #    | Clubes             | Vigentes              | Vigentes              | Vigentes              | Extintas              | Extintas              | Extintas              | Extintas              | Vigentes                   | Vigentes                   | Vigentes                   | Vigentes                   | Extintas                   | Extintas                   | Extintas                   | Extintas                   | Extintas                   | Extintas                   | Extintas                   | Extintas                   | Total | Último troféu                     |
| #    | Clubes             |                       |                       |                       | semoldura             |                       |                       |                       |                            |                            |                            |                            |                            |                            |                            |                            |                            |                            |                            |                            | Total | Último troféu                     |
| ---- | ------------------ | --------------------- | --------------------- | --------------------- | --------------------- | --------------------- | --------------------- | --------------------- | -------------------------- | -------------------------- | -------------------------- | -------------------------- | -------------------------- | -------------------------- | -------------------------- | -------------------------- | -------------------------- | -------------------------- | -------------------------- | -------------------------- | ----- | --------------------------------- |
| 1    | Real Madrid        | 36                    | 20                    | 13                    | 1                     | 1                     | -                     | -                     | 1                          | 15                         | 2                          | 6                          | 5                          | 3                          | 1                          | -                          | -                          | 2                          | -                          | -                          | 106   | FIFA Intercontinental Cup 2024    |
| 2    | FC Barcelona       | 28                    | 32                    | 15                    | 2                     | 3                     | -                     | -                     | -                          | 5                          | -                          | 5                          | 3                          | -                          | -                          | 4                          | -                          | 2                          | 3                          | -                          | 102   | La Liga 2024-25                   |
| 3    | Athletic Bilbau    | 8                     | 24                    | 3                     | -                     | 1                     | -                     | -                     | -                          | -                          | -                          | -                          | -                          | -                          | -                          | -                          | -                          | -                          | -                          | -                          | 36    | Copa del Rey 2023-24              |
| 4    | Atlético de Madrid | 11                    | 10                    | 2                     | -                     | 1                     | 1                     | -                     | -                          | -                          | 3                          | 3                          | -                          | 1                          | -                          | 1                          | -                          | -                          | -                          | -                          | 33    | La Liga 2020-21                   |
| 5    | Valencia           | 6                     | 8                     | 1                     | -                     | 1                     | -                     | -                     | -                          | -                          | 1                          | 2                          | -                          | -                          | -                          | 1                          | 1                          | -                          | 2                          | -                          | 23    | Copa del Rey 2007-08              |
| 6    | Sevilla            | 1                     | 5                     | 1                     | -                     | -                     | -                     | -                     | -                          | -                          | 7                          | 1                          | -                          | -                          | -                          | -                          | -                          | -                          | -                          | 1                          | 16    | UEFA-CONMEBOL Club Challenge 2023 |
| 7    | Real Zaragoza      | -                     | 6                     | 1                     | -                     | -                     | -                     | -                     | -                          | -                          | -                          | -                          | -                          | -                          | -                          | 1                          | -                          | -                          | 1                          | -                          | 9     | Copa del Rey 2005-06              |
| 8    | Deportivo          | 1                     | 2                     | 3                     | -                     | -                     | -                     | 1                     | -                          | -                          | -                          | -                          | -                          | -                          | -                          | -                          | -                          | -                          | -                          | -                          | 7     | Supercopa de España 2002          |
| 9    | Real Sociedad      | 2                     | 3                     | 1                     | -                     | -                     | -                     | -                     | -                          | -                          | -                          | -                          | -                          | -                          | -                          | -                          | -                          | -                          | -                          | -                          | 6     | Copa del Rey 2019-20              |
| 10   | Real Betis         | 1                     | 3                     | -                     | -                     | -                     | -                     | -                     | -                          | -                          | -                          | -                          | -                          | -                          | -                          | -                          | -                          | -                          | -                          | -                          | 4     | Copa del Rey 2021-22              |
| 11   | Real Unión         | -                     | 4                     | -                     | -                     | -                     | -                     | -                     | -                          | -                          | -                          | -                          | -                          | -                          | -                          | -                          | -                          | -                          | -                          | -                          | 4     | Copa del Rey 1926-27              |
| 12   | Espanyol           | -                     | 4                     | -                     | -                     | -                     | -                     | -                     | -                          | -                          | -                          | -                          | -                          | -                          | -                          | -                          | -                          | -                          | -                          | -                          | 4     | Copa del Rey 2005-06              |
| 13   | Villarreal         | -                     | -                     | -                     | -                     | -                     | -                     | -                     | -                          | -                          | 1                          | -                          | -                          | -                          | -                          | -                          | 2                          | -                          | -                          | -                          | 3     | UEFA Europa League 2020-21        |
| 14   | Mallorca           | -                     | 1                     | 1                     | -                     | -                     | -                     | -                     | -                          | -                          | -                          | -                          | -                          | -                          | -                          | -                          | -                          | -                          | -                          | -                          | 2     | Copa del Rey 2002-03              |
| 15   | Arenas             | -                     | 1                     | -                     | -                     | -                     | -                     | -                     | -                          | -                          | -                          | -                          | -                          | -                          | -                          | -                          | -                          | -                          | -                          | -                          | 1     | Copa del Rey 1919                 |
| 16   | Levante            | -                     | 1                     | -                     | -                     | -                     | -                     | -                     | -                          | -                          | -                          | -                          | -                          | -                          | -                          | -                          | -                          | -                          | -                          | -                          | 1     | Copa de la España Libre 1937      |
| 17   | Real Valladolid    | -                     | -                     | -                     | 1                     | -                     | -                     | -                     | -                          | -                          | -                          | -                          | -                          | -                          | -                          | -                          | -                          | -                          | -                          | -                          | 1     | Copa de la Liga de España 1983-84 |
| 18   | Celta de Vigo      | -                     | -                     | -                     | -                     | -                     | -                     | -                     | -                          | -                          | -                          | -                          | -                          | -                          | -                          | -                          | 1                          | -                          | -                          | -                          | 1     | UEFA Intertoto Cup 2000           |
| 19   | Málaga             | -                     | -                     | -                     | -                     | -                     | -                     | -                     | -                          | -                          | -                          | -                          | -                          | -                          | -                          | -                          | 1                          | -                          | -                          | -                          | 1     | UEFA Intertoto Cup 2002           |
| Ref. | Ref.               | [ 2 ]                 | [ 3 ]                 | [ 4 ]                 | [ 5 ]                 | [ 6 ]                 | [ 7 ]                 | [ 8 ]                 | [ 9 ]                      | [ 10 ]                     | [ 11 ]                     | [ 12 ]                     | [ 13 ]                     | [ 13 ]                     | [ 14 ]                     | [ 15 ]                     | [ 16 ]                     | [ 17 ]                     | [ 18 ]                     | [ 19 ]                     | -     | -                                 |

## Lista dos Atuais Vencedores
| Competição                | Competição | Época   | Clube        | Número de troféus |
| ------------------------- | ---------- | ------- | ------------ | ----------------- |
| La Liga                   |            | 2024-25 | FC Barcelona | 28                |
| Copa del Rey              |            | 2024-25 | FC Barcelona | 32                |
| Supercopa de España       |            | 2024-25 | FC Barcelona | 15                |
| FIFA Intercontinental Cup |            | 2024    | Real Madrid  | 6                 |